# Gorgone rudis
Gorgone rudis är en fjärilsart som beskrevs av Walker 1865. Gorgone rudis ingår i släktet Gorgone och familjen nattflyn. Inga underarter finns listade i Catalogue of Life.